# Helodium amurense
Helodium amurense là một loài rêu trong họ Thuidiaceae. Loài này được Broth. mô tả khoa học đầu tiên năm 1916.
Danh pháp khoa học của loài này chưa được làm sáng tỏ. 